# Островська Людмила Констянтинівна
Людмила Костянтинівна Островська (17 (30) серпня 1913, Київ — 13 грудня 1998, Київ) — українська радянська науковиця-біохімік, фізіолог рослин. Доктор біологічних наук (1959), професор (1966). Лауреат Державної премії СРСР в галузі науки і техніки (1978).

## Біографія
У 1940 році закінчила Київський університет. Працювала завідувачкою відділу Українського науково-дослідного інституту фізіології рослин АН УРСР, потім Інституту фізіології рослин і генетики НАН України.

## Наукова діяльність
Наукова діяльність в області біохімії азотного харчування, біохімічної ролі мікроелементів, біохімії фотосинтезу (структура хлоропластів в зв'язку з фотохімічними реакціями).

## Вибрана бібліографія
- Фізіологічна роль міді та основи застосування мідних добрив
- Мікроелементи: надходження, транспорт і фізіологічні функції в рослинах
- Мікроелементи в обміні речовин і продуктивності рослин (Збірник наукових праць)
- Залізо в рослинному світі і карбонатний хлороз
- Комплексони як засіб проти вапняного хлорозу рослин (Збірник статей)
- Фактори середовища та організація первинного процесу фотосинтезу (Збірник наукових праць)

## Нагороди
- 1978 — Державна премія СРСР — за створення, використання і застосування комплексонів в народному господарстві.